# Сак-энд-Фокс (индейская резервация)
Сак-энд-Фокс (англ. Sac and Fox Reservation) — индейская резервация сауков и фоксов, расположенная на юго-востоке штата Небраска и в северо-восточной части Канзаса, США. Является одной из двух резерваций этих народов, вторая — Мескуоки-Сеттлмент.

## История
Индейские племена сауков и фоксов в XVIII веке проживали вдоль реки Миссисипи на территории современных американских штатов Иллинойс и Айова. Два племени были тесно связаны друг с другом. 3 ноября 1804 года некоторые вожди сауков и фоксов пошли на сделку с американскими властями, согласившись уступить США племенные земли в Иллинойсе в обмен на незначительные подарки. После ухода в Айову сауки и фоксы разделились на две группы. Первую возглавил Кеокук, который, после посещения американских городов в 1828 году, считал войну с США невыгодной и безуспешной. Лидером второй являлся Чёрный Ястреб, который в 1832 году  возглавил военные действия сауков и фоксов против США. После окончания войны, группа сауков мигрировала в Миссури, а позднее на территорию современного штата Канзас.
В 1836 году с вождями племён айова, сауков и фоксов было достигнуто соглашение в форте Ливенворт, о покупке земли и организации резерваций. Сенат США одобрил договор 15 февраля 1837 года. В 1854 году сауки и фоксы уступили Соединённым Штатам половину участка, выделенного им в 1837 году, что ещё больше сократило территорию резервации.
После принятия Конгрессом Акта Дауэса, земли резервации были распределены между членами племени и переданы им в личную собственность в 1893 году, остальная часть продана белым поселенцам. В 1934 году племя сак и фокс Миссури организовалось как федерально признанное племя в соответствии с Законом о реорганизации индейцев.

## География
Резервация расположена на территории Великих равнин на Среднем Западе США, на границе двух штатов — Канзаса и Небраски. Северная часть находится в округе Ричардсон, Небраска; а южная — в округе Браун, Канзас.
Общая площадь резервации, включая трастовые земли (1,45 км²), составляет 61,143 км², её административным центром является город Резерв, находящийся в округе Браун.

## Демография
В 1880-х годах 360 сауков и фоксов проживали в резервации. По данным федеральной переписи населения 2000 года население резервации составляло 217 человек.
Согласно федеральной переписи населения 2020 года в резервации проживало 168 человек, насчитывалось 80 домашних хозяйств и 88 жилых домов. Средний доход на одно домашнее хозяйство в индейской резервации составлял 47 500 долларов США. Около 17,4 % всего населения находились за чертой бедности, в том числе 25 % тех, кому ещё не исполнилось 18 лет, и 13,3 % старше 65 лет.
Расовый состав распределился следующим образом: белые — 102 чел., афроамериканцы — 0 чел., коренные американцы (индейцы США) — 45 чел., азиаты — 0 чел., океанийцы — 1 чел., представители других рас — 0 чел., представители двух или более рас — 20 человек; испаноязычные или латиноамериканцы любой расы составили 11 человек. Плотность населения составляла 2,75 чел./км².